# Auguste Hadamard
Auguste Hadamard, né le 2 décembre 1823 à Metz et mort le 9 février 1886 dans le 1er arrondissement de Paris, est un artiste peintre français.

## Biographie
Fils d'imprimeur, il se destine à la peinture et étudie, comme son compatriote Jean Auguste Marc, sous la direction du maître parisien Paul Delaroche. Auguste Hadamard expose au Salon de Paris  dès 1846. Il y présente notamment une « Route de Suisse » et un « Chant du soir ». On lui connaît aussi quelques scènes orientales, des portraits, des paysages et des scènes d'histoire. 
Domicilié à Paris de longue date, Auguste Hadamard opte pour la nationalité française en 1872 à la suite de l'annexion de la Moselle par l'Empire allemand. Il est l'oncle du mathématicien Jacques Hadamard.

## Œuvres
- Route de Suisse, janvier 1871, huile sur toile, Salon de 1885, Paris.
- Portrait de l'Impératrice Eugénie (huile sur toile), musée des beaux-arts de Rouen[5].
- Portrait de Napoléon III (huile sur toile), musée des beaux-arts de Rouen[5].
- Vive Henri IV (Plume, encre noire, lavis), musée des beaux-arts de Pau[8].